# 472
472 (CDLXXII) fue un año bisiesto comenzado en sábado del calendario juliano, en vigor en aquella fecha.
En el Imperio romano, el año fue nombrado el del consulado de Festo y Marciano, o menos comúnmente, como el 1225 Ab urbe condita, adquiriendo su denominación como 472 a principios de la Edad Media, al establecerse el anno Domini.

## Acontecimientos
- Erupción del Vesubio. Las cenizas llegan hasta Constantinopla.
- Anicio Olibrio es nombrado emperador romano de Occidente a la muerte de Antemio, el 23 de marzo y hasta la suya propia, el 11 de julio. Es sucedido por Glicerio al año siguiente.
- Eurico se apodera de gran parte de Lusitania y la Tarraconense.[1]

## Fallecimientos
- Antemio, emperador romano de Occidente desde 467.
- Anicio Olibrio, emperador romano de Occidente.
- Ricimero, gobernante de facto del Imperio romano.